# 内藤雄
内藤 雄（ないとう たけし、1903年（明治36年）8月17日 - 1944年（昭和19年）3月31日）は、日本の海軍軍人（海兵52期、海大36期卒）。太平洋戦争において艦隊参謀職を歴任した後、海軍乙事件で殉職。殉職による一階級昇進で最終階級は海軍大佐。

## 人物・来歴

### 略歴
山形県出身。山形中学卒。海軍兵学校52期。席次は236名中6番。高松宮宣仁親王、入佐俊家、淵田美津雄らは同期生である。海軍大学校甲種36期。内藤は戦闘機の源田實と並び、爆撃機の内藤雄として知られ、樋端久利雄らとともに海軍爆撃術の体系化に功績があった。1939年（昭和16年）1月から10月まで独出張。第二次世界大戦勃発直後の独空軍は目覚しい活躍を見せていたが（電撃戦）、内藤は海上攻撃における問題点を指摘した。
1940年（昭和15年）海軍中佐へ進級。南遣艦隊参謀として太平洋戦争の開戦を迎え、南遣艦隊司令長官・小沢治三郎を補佐した。南西方面艦隊航空参謀を経て、ミッドウェー海戦後に再建された第三艦隊（南雲機動部隊）の航空甲参謀に就任。第一航空艦隊航空参謀であった同期生・源田實の役割を担う。
第三艦隊の作戦指導の中心は首席参謀の高田利種であったが、ミッドウェー海戦の敗因となった索敵について、内藤は新たに索敵計画法を立案し、陣形についても空母と直衛で構成された本隊とは別に、前衛部隊を横広に展開させる陣形を発案する。この陣形は敵を早期に発見し、攻撃隊の道標になるなどの利点があり、また航空攻撃に次いで前衛部隊による攻撃を意図していた。南太平洋海戦において採用されたこの陣形は、前衛部隊が米空母「ホーネット」に止めをさすなど日本の勝利につながった。なお同海戦における内藤の攻撃方向についての判断を伊藤正徳は名断と評している。
1943年（昭和18年）4月、連合艦隊航空甲参謀に就任。連合艦隊司令長官・古賀峯一の補佐にあたる。翌年3月のパラオ大空襲の際、同地にあった連合艦隊司令部は「二式大艇」2機に分乗してダバオへ脱出することとなる。しかし、内藤が同乗した古賀機は行方不明（海軍乙事件）となり、内藤は殉職認定を受けた。

### 同期生
南太平洋海戦に空母「翔鶴」運用長として参戦した福地周夫は内藤の同期生である。内藤は昇進がクラスの先頭グループにあり海軍中佐になっていたが、福地は海軍少佐であった。同海戦前夜、福地が内藤から渡された紙包みを開くと中身は海軍中佐の襟章であった。内藤は明日は戦死するかも知れない同期生に、内報されていた昇進をそれとなく伝えたのである。翌日の戦闘で内藤は司令部と共に退艦し、二人は再会することはなかった。

### 他の補職
- 霞ヶ浦海軍航空隊偵察学生
- 臨時第二連合航空隊参謀
- 第三連合航空隊参謀
- 海軍航空本部員など

## 注
1. ↑  独空軍を率いた総司令官・ゲーリングは、野村直邦に対し太平洋戦争開戦直後の日本海軍航空部隊の海上作戦に賛辞を述べ、独空軍は何十回攻撃しても英海軍の主力艦を撃沈できないと嘆いている。（『昭和海軍秘史』p.61）